# Lê Quang Bích
Lê Quang Bích (sinh năm 1960) là thẩm phán cao cấp người Việt Nam. Ông hiện giữ chức vụ Chánh án Tòa án nhân dân tỉnh Tuyên Quang.

## Tiểu sử
Lê Quang Bích sinh năm 1960, quê quán tại xã Tứ Yên, huyện Sông Lô, tỉnh Vĩnh Phúc.
Ông có bằng Cử nhân Luật, Cao cấp lý luận chính trị.
Ông là đảng viên Đảng Cộng sản Việt Nam.
Ngày 23 tháng 10 năm 2015, tại Đại hội Đảng bộ Đảng Cộng sản Việt Nam tỉnh Tuyên Quang, Lê Quang Bích được bầu vào Ban Chấp hành Đảng bộ tỉnh khóa 16 nhiệm kỳ 2015-2020.
Từ năm 2013 đến nay (2018), Lê Quang Bích là Ủy viên Ban chấp hành Đảng bộ Đảng Cộng sản Việt Nam tỉnh Tuyên Quang, Chánh án Tòa án nhân dân tỉnh Tuyên Quang.